# 스트립 배틀 데이즈
스트립 배틀 데이즈(ストリップバトルデイズ, strip battle days)란, 오버플로우가 2014년 11월 개발 및 발매한 에로게다. 기존 스쿨데이즈와 섬머데이즈의 전 캐릭터들이 나온다.

## 개요
스쿨데이즈와 섬머데이즈에서 등장한 캐릭터들을 파트너로 정하고, 다른 캐릭터와 가위바위보 대결을 벌여서 승리하면 캐릭터가 탈의하는 게임. 한 캐릭터별 3스테이지로 구성되어 있으며 해당 등장인물이 전부 다 탈의할 시 캐릭터 갤러리에 추가된다. 각 캐릭터들은 기존 오버플로우 사의 게임처럼 애니메이션 CG로 재생된다.

## 같이 보기
- 오버플로우